# Луїджі Боніццоні
Луїджі Боніццоні (італ. Luigi Bonizzoni, 23 листопада 1919, Мілан — 6 грудня 2012, Оссона) — італійський футболіст, що грав на позиції півзахисника. По завершенні ігрової кар'єри — тренер.

## Ігрова кар'єра
Народився 23 листопада 1919 року в місті Мілан. Вихованець футбольної школи клубу «Мілан», але за першу команду клубу не провів жодного матчу.
У дорослому футболі дебютував 1938 року виступами за команду Серії С «Леньяно», в якій провів один сезон, взявши участь у 15 матчах чемпіонату.
Згодом з 1940 по 1942 рік грав у складі нижчолігових клубів «Падова» (Серія В) та «Кремонезе» (Серія С), а завершив професійну ігрову кар'єру у 27 років у клубі Серії С «Лечче», за яке виступав протягом 1942—1943 років.

## Кар'єра тренера
Після закінчення другої світової війни зайнявся тренерською діяльністю. Спочатку тренував клуби нижчих дивізіонів, але поступово піднявся до рівня клубів Серії А, з якими він на посаді головного тренера взяв участь у 10 чемпіонатах з «Палермо», «Комо», «Аталантом», «Вероною», «Міланом», «Удінезе», «Мантовою» та «Фоджею».
Першим клубом елітного дивізіону для Боніццоні стало «Палермо», яке він очолював протягом 1952—1953 років, а вершиною тренерської кар'єри Боніццоні стала робота в «Мілані», з яким він став чемпіоном Італії. У сезоні 1964/65 єдиний раз у кар'єрі тренував іноземний клуб, швейцарську «Беллінцону».
Останнім місцем тренерської роботи був клуб «Імперія», головним тренером команди якого Луїджі Боніццоні був з 1971 по 1973 рік.
Співпрацював з газетами Avvenire та Guerin Sportivo, коли директором був Джанні Брера. Автор книг про футбольну техніку і тактику, згодом переведених на різні мови.
Під його керівництвом перебували деякі найвідоміші гравці: при ньому дебютували Діно Дзофф і Джованні Трапаттоні. Крім того Луїджі тренував Чезаре Мальдіні і Ферруччо Валькареджі.
Помер 6 грудня 2012 року на 94-му році життя у місті Оссона.

## Титули і досягнення

### Як тренера
- Чемпіон Італії (1):

«Мілан»: 1958–59